# Mycalesis tonkiniana
Mycalesis tonkiniana är en fjärilsart som beskrevs av Hans Fruhstorfer. Mycalesis tonkiniana ingår i släktet Mycalesis och familjen praktfjärilar. Inga underarter finns listade i Catalogue of Life.